# Татары в Китае
Татары в Китае (тат. Qıtay tatarları, تاتارلار) — национальное меньшинство в Китае. Один из 56 официально признанных народов КНР. Являются потомками татар, переселившихся в Китай в XIX веке.
В основном проживают в Синьцзян-Уйгурском автономном районе. В КНР имеется татарская национальная волость. По вероисповеданию мусульмане-сунниты. При письме используют арабское письмо.

## История
Предками современных китайских татар являются сибирские и волжские татары. К XIX веку, прежде всего благодаря татарским купцам, в Средней Азии сформировалось значительное татарское меньшинство. В дальнейшем татарское купечество начало переселяться из Средней Азии в принадлежавший тогда Империи Цин Восточный Туркестан, в большей степени занимая север региона — такие города, как Кульджа, Чугучак и Урумчи.
Первоначально татары не выделялись китайскими властями как отдельный народ и относились к народности хуэй (мусульмане). Для детей татар-переселенцев к концу XIX века в Китае начали появляться татарские школы.
Во второй половине XIX — начале XX веков татары начали появляться и в Маньчжурии, в большей степени в таких городах, как Харбин, Маньчжурия а также на различных станциях КВЖД. Татары, проживающие в Маньчжурии, в отличие от тех, что жили в Синьцзяне, продолжали контактировать с русскими — в основном с такими же переселенцами. После гражданской войны  в России многие татары, сражавшиеся за белых и не желавшие мириться с советской властью, мигрировали в Маньчжурию, среди них был и Гаяз Исхаки.
Во время правления Мао Цзедуна, вследствие его политики большого скачка и культурной революции многие татары были вынуждены покинуть Китай и мигрировать в СССР и на Запад.
Позже маньчжурская община татар полностью растворилась: её представители разъехались по большим городам или другим странам, а синьцзянская постоянно сокращается.